# Bathycongrus trimaculatus
Bathycongrus trimaculatus is een straalvinnige vissensoort uit de familie van de zeepalingen (Congridae). De wetenschappelijke naam van de soort is voor het eerst geldig gepubliceerd in 2008 door Karmovskaya & Smith.